# Sovetskiy Rayon (region i Kazakstan, Almaty)
Sovetskiy Rayon är en region i Kazakstan.   Den ligger i oblystet Almaty, i den sydöstra delen av landet, 1 000 km söder om huvudstaden Astana.